# آسا ملك يهوذا
آسا ملك يهوذا الثالث وهو ابن الملك أبيام، يصفه الكتاب العبري بأنه كان شديد الغيرة على عبادة الله الحقيقية مجتهدا في استئصال عبادة الأصنام وما ينشأ عنها من الفساد ومن ذلك أنه أقيم تمثال لسارية فقطع ذلك التمثال وأحرقه في وادي قدرون كما فعل موسى بالعجل الذهبي.
وكان يعتني بحكمة ودراية في تقدم مملكته، فحصن المدن الواقعة على حدودها، وجمع جيشًا جرارًا لصيانة بلاده والمدافعة عنها من المهاجمين. ودافع أشد دفاع عن استقلالها عندما حمل عليها زارح الكوشي بجيش جرار، والظاهر أن الذي حمل زارح على ذلك كان امتناع آسا عن دفع الجزية، فانكسر زارح في تلك الحملة وقتل كثيرون من جيشه، فتبدد شمله ورجع على أعقابه خاسرًا، وأما آسا فعاد إلى عاصمته منتصرًا. وتمنع بعد ذلك بالسلام إلى أن حاول بعشا أن يحصن الرامة رغمًا عنه فاضطره في الحال إلى طلب المساعدة بنهدد الأول ملك أرام وإغرائه بالهدايا الكثيرة إلى الاتحاد معه ضد بعشا ولما رأى بعشا ذلك عدل عن عزمه.

## وفاته
لما شاخ آسا بلي بداء الملوك، فتوفي به، ودفن في قبره الذي حفره لنفسه في مدينة داود، وكان ملكه 41 سنة وتولى بعده ابنه يهوشافاط.
| سبقه أبيام | ملوك يهوذا ؟؟-؟؟ | تبعه يهوشافاط |